# Robert Sala i Ramos
Robert Sala i Ramos (Salt, 1963) és un arqueòleg català especialitzat en evolució humana. Desde el 2015, és director de l'Institut de Paleoecologia Humana i Evolució Social (IPHES) i professor de la Universitat Rovira i Virgili, on dirigeix el doctorat Erasmus Mundus en Quaternari i Prehistòria. Ha centrat la seva recerca en el poblament humà primitiu a la conca del Mediterrani, incloent-hi els jaciments arqueològics d'Atapuerca i Orce. El seu projecte actual estudia l'impacte humà en el Magrib en funció de l'ecologia de l'anomenat «Sàhara Verd». És autor, amb Eudald Carbonell, d'obres de divulgació científica com Planeta humà (2000), Encara no som humans (2002) i Sapiens (2010).